# Luigi Lo Cascio
Luigi Lo Cascio, född 20 oktober 1967 i Palermo, Sicilien, är en italiensk skådespelare.

## Utmärkelser
Lo Cascio har bland annat vunnit Volpipokalen för bästa manliga skådespelare 2001 för Luce dei miei occhi.

## Roller i urval
- 2001 – Luce dei miei occhi
- 2003 – Buongiorno, notte
- 2003 – De bästa åren
- 2005 – La bestia nel cuore
- 2010 – Noi credevamo
- 2013 – Girighetens pris
- 2019 – The Traitor
- 2020 – Från Neapel till Rom
- 2022 – Myrornas herre